# سیپو (بازیکن فوتبال)
سیپو (انگلیسی: Sipo؛ زادهٔ ۲۱ آوریل ۱۹۸۸) بازیکن فوتبال اهل گینه استوایی است.
از باشگاه‌هایی که در آن بازی کرده‌است می‌توان به باشگاه فوتبال کادیس اشاره کرد.
وی همچنین در تیم ملی فوتبال گینه استوایی بازی کرده‌است.